# Рашидов, Вежди
Вежди Летифович Рашидов (болг. Вежди Летиф Рашидов, тур. Vecdi Latif Raşidoğlu; род. 14 декабря 1951, Димитровград) — болгарский скульптор и министр культуры в первом (2009—2013) и втором (2014—2017) правительствах Бойко Борисова. Народный представитель в XLI, XLII, XLIII, XLIV, XLV и XLVIII национальном собрании, которое открыл как старейший из избранных депутатов. После того, как Национальное собрание не избрало спикера 19 и 20 октября 2022 года, он был избран спикером Национального собрания 21 октября. Член-корреспондент Болгарской академии наук (БАН) с 2004 года.
Считается выдающимся скульптором Болгарии, реализовав себя в разных жанрах вида данного изобразительного искусства. Среди его основных произведений: портреты современников и исторических деятелей, композиции «Свет» и «Птица», а также многочисленные анималистические статуэтки. В своих работах Вежди Рашидов умело находит грани между частным и общим, натуроподобием и абстракцией. Важную часть творческого наследия мастера составляют экспрессивные и динамичные рисунки, выполненные преимущественно в технике акварели. 
Творчество В. Рашидова заслужило широкое признание среди современных профессионалов и зрителей. Скульптор является членом-корреспондентом Болгарской академии наук, почетным доктором Университета библиотечных наук и информационных технологий, отмечен золотой медалью Ватикана, орденом «Стара планина» I степени, «Золотым крестом святого Леопольда» и другими наградами. Сам скульптор неоднократно принимал участие в коллективных и тематических выставках во многих городах мира, таких как Пловдив, Париж, Варна, Варшава, Краков, Лондон, Димитровград, Москва, Ереван, София, Стамбул, Амстердам, Токио и другие.

## Биография

### Ранние годы
Вежди Рашидов родился 14 декабря 1951 года в Димитровграде. Когда ему было 2 года, он уехал с родителями в Хасково. Его мать, известная певица Кадрие Летифова, умерла, когда он учился в четвёртом классе. До седьмого класса учился и жил в детском доме в селе Студен-Кладенец. Он подал документы в Высшую художественную школу в Софии, но не сдал вступительный экзамен. Отец отправляет его в Мадан, в техникум горной электромеханики. В следующем году он поступил в Художественную среднюю школу в Софии.

### Политическая карьера
В последние более десяти лет Вежди Рашидов выступал как общественный деятель и занимал политические и социальные позиции. Несмотря на своё турецкое происхождение, часто подвергает критике Движение за права и свободы (ДПС).
На банкете по случаю своего 45-летия 14 декабря 1996 года в столичном ресторане, в период «Виденской зимы» и разгара гиперинфляции, был удостоен владельцем «Мультигрупп» Ильей Павловым звания «Главный мультак Республики Болгария» за «особые заслуги» перед Multigroup Corporation. Запись транслировалась на БНТ.
29 ноября 2001 года Вежди Рашидов вместе с муниципальным советником от СДС Эмилем Додовым подрался с полицейским после того, как автомобиль Рашидова был неправильно припаркован перед столичным муниципалитетом. У полицейского сломан нос, инцидент был заснят телекомандой «Евроком» и камерой слежения муниципалитета, есть свидетели. На следующий день они были задержаны, а прокуратура возбудила дело о нанесении легких телесных повреждений сотруднику полиции и мелком хулиганстве. 5 апреля 2002 года прокуратура прекратила дело в отношении Вежди Рашидова на том основании, что преступления не совершались.
По случаю своего 50-летия в мае 2002 года Рашидов был награждён орденом «Стара-планина» президентом Георгием Пырвановым.
В 2006 году исполнилось 30 лет в профессиональной сфере. За это время он провел более 40 выставок в Болгарии и за рубежом.
В Кырджали возглавляет список и является мажоритарным кандидатом от партии ГЕРБ на выборах в Национальное Собрание, состоявшихся 5 июля 2009 года. Избран депутатом XLI Национального Собрания.
С 27 июля 2009 года — министр культуры.
В 2015 году он организовал выставку болгарских фракийских сокровищ в Лувре. В отличие от всех их визитов по миру и обычной международной практики, на этот раз выставка была оплачена Болгарией, а также в стране была проведена кампания по сбору средств для фонда «Друзья Лувра». Мероприятие вызвало скандал в Софии также из-за таких вопросов, как дорожные расходы журналистов и гонорар певчим.
В 2016 году министр Рашидов наградил Димитра Иванова — последнего начальника Шестого отдела Шестого управления ДБ по борьбе с идеологической диверсией, также известного по прозвищу «Митью гестапото», почетным знаком «Золотой век» звездной категории. Ранее фонд Димитара Иванова «Арете-Фол» наградил Рашидова почетным знаком.
В том же году сильное общественное недовольство вызвало открытое письмо Рашидова, в котором он сказал о журналисте Георгии Ангелове, что «тот тоже находится в казенном питомнике». Далее следуют просьбы об отставке и отказе в её подаче.
Вежди Рашидов является председателем Комитета по культуре XLIV Национального Собрания.
В 2021 году он открыл одноимённую галерею.
Вежди Рашидов является председателем XLVIII Национального собрания. Он был избран 139 голосами за (ГЕРБ-СДС, ДПС, БСП и БВ) против 73 голосов против (ПП и ДБ) и 27 воздержавшихся («Возрождение»).

## Творчество
Вежди Рашидов занимался изготовлением статуэток для следующих наград:
- Премия «Сирак Скитник» Болгарского национального радио[23][24].
- Премия «Золотая роза» на Болгарском кинофестивале в Варне[25].
- Премия «Офицер полиции» года Министерства внутренних дел[26].
- Научная премия «Пифагор» Министерства образования и науки[27].

## Филантропия
В конце 80-х годов пожертвовал 60 тысяч долларов на восстановление города Спитак после землетрясения 7 декабря 1988 года. Был признан почётным гражданином Армении.

## Семья
Вежди Рашидов женат на докторе Снежане Бахаровой.

## Награды
- Орден «Стара-планина» I степени (2002).
- Орден «За заслуги» III степени (21 декабря 2001 года, Украина) — за весомый личный вклад в укрепление культурных связей между Украиной и Республикой Болгария[30].
- В 2010 году за всестороннюю деятельность ему было присвоено звание академика Международной академии культуры и искусства в Москве[31][32].
- Решением № 1120/26 августа 2010 года Муниципального совета города Димитровград был объявлен почетным гражданином города[33].
- Почетный доктор Университета библиотековедения и информационных технологий (2006)[34][35].
- Австрийский орден „Золотой крест Святого Леопольда“ (2016)[36].
- Почетный профессор UniBIT (2018)[37].

### Интервью
- «Още си играем на врагове, а не на държава» (недоступная ссылка), интервю на Виолета Цветкова, в «Новинар», 6 август 2005
- «НДСВ и БСП могат сами да направят правителство, ДПС не им трябва» (недоступная ссылка), интервю на Николай Бареков, bTV, препечатано във «Всеки ден», 1 август 2005
- «След социализма сега ми се налага да живея в болшевизма» Архивировано 20 октября 2007 года., интервю на Кристина Патрашкова, в «Сега», 5 февруари 1998